# Bergmolch
Der Bergmolch oder Alpenmolch (Mesotriton alpestris, Syn.: Triturus alpestris, zeitweise auch Ichthyosaura alpestris, vgl.: Triturus) gehört zur Ordnung der Schwanzlurche innerhalb der Klasse der Amphibien. Die Art ist in Teilen Europas verbreitet. Der Bergmolch wurde zum „Lurch des Jahres 2019“ gekürt.

## Merkmale
Während der Paarungszeit im Frühjahr weisen die bis zu neun Zentimeter langen Männchen eine blaue Rückenfärbung auf; ihre Flanken sind schwarz-weiß gepunktet und zum Bauch hin von einem blauen Streifen begrenzt. Der flache, gerade (nicht gezackte) Rückenkamm ist abwechselnd gelblich-schwarz getupft. Die bis zu zwölf Zentimeter langen Weibchen sind in Wassertracht dunkelgrau-braun-grünlich marmoriert und zeigen eine etwas schwächere Flankenpunktierung. Die zentrale Bauchseite beider Geschlechter ist leuchtend orange bis zinnoberrot gefärbt und – im Gegensatz zu anderen Molcharten – normalerweise ungefleckt. Nach dem Ende der Laichzeit ab Mai verlassen die erwachsenen Tiere das Gewässer wieder und entwickeln allmählich eine unscheinbarere Landtracht. Diese zeichnet sich durch eine oberseits dunkle, fast schwarze, granulierte, stumpfe und wasserabweisende Haut aus. Der Bauch bleibt noch etwas orange, ist aber weniger farbintensiv als in der Wassertracht.

## Lebensraum, Lebensweise und Vorkommen

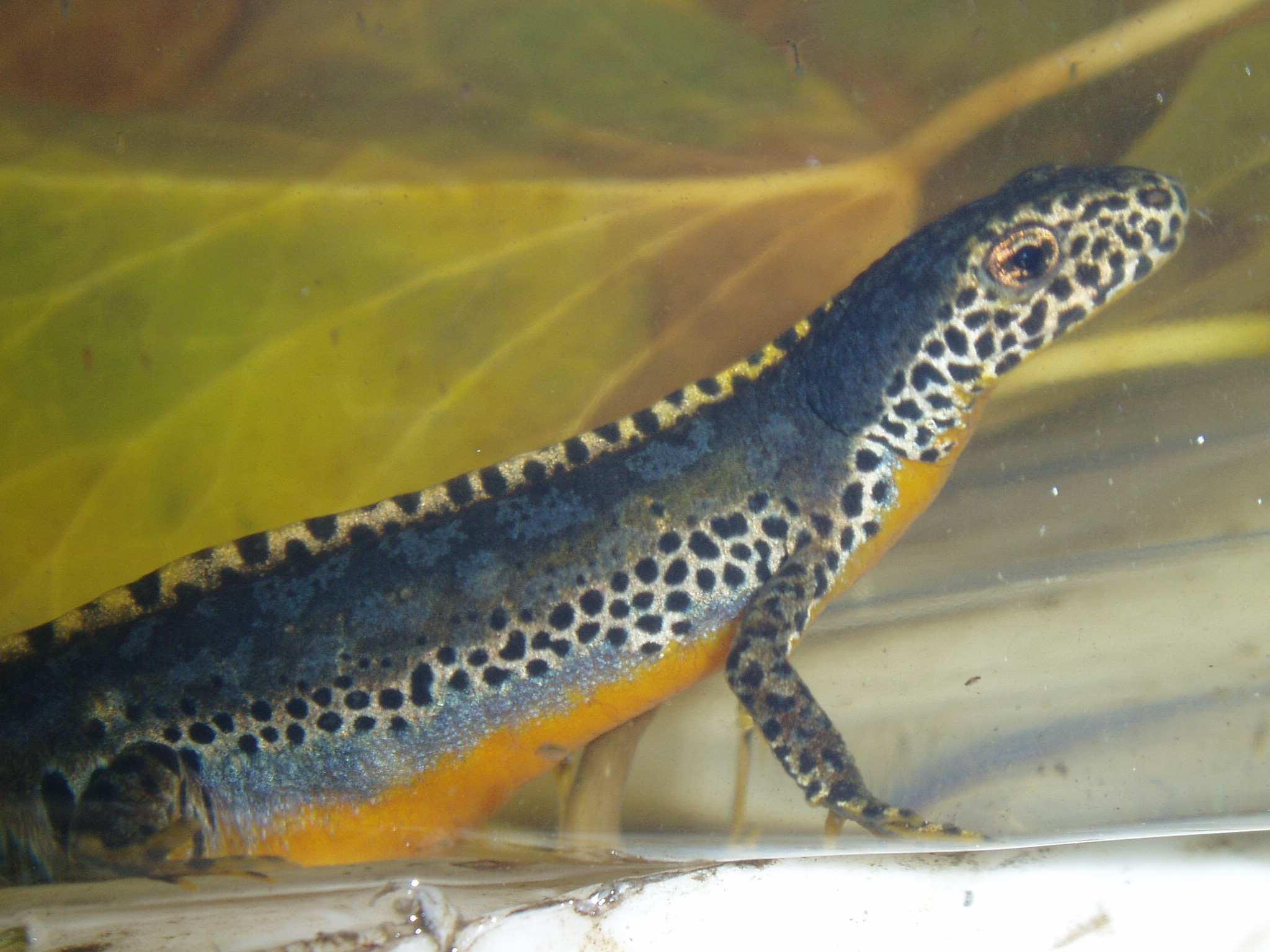
Männchen in Wassertracht

Der Bergmolch ist ein typischer Bewohner von gewässerreichen Wäldern in hügeligen bis bergigen Landschaften – oft ist er dabei mit dem Fadenmolch vergesellschaftet, welcher aber insgesamt seltener ist. Er fehlt meist in waldarmen Gegenden. Neben dichten Laubwäldern werden auch parkähnliche Gelände und naturnahe Gärten besiedelt. Der Bergmolch ist außerhalb der Laichzeit ein nachtaktives Landtier. Tagsüber hält er sich in vielerlei schattigen Verstecken auf, beispielsweise unter Steinen oder Holz. Nachts geht er auf die Jagd nach Käfern, Regenwürmern und anderem Kleingetier. Zu seinen Hauptfeinden zählen Forellen, andere Fische und Larven der Blaugrünen Mosaikjungfer und Gelbrandkäfer, welche vor allem die Molchlarven erbeuten. Nach dem „Erwachen“ aus der Winterstarre im Februar/März wandern Bergmolche sofort zu Gewässern in der Nähe – vor allem Waldtümpel und -seen, Löschwasserteiche, Wildsuhlen und wassergefüllte Wagenspuren auf Forstwegen. Diese können durchaus auch kühl, schattig und vegetationslos sein. (Zum Balz- und Paarungsverhalten im Wasser: vergleiche Teichmolch, Triturus oder auch Nördlicher Kammmolch.) Ein Weibchen kann in einer Saison bis zu 250 Eier produzieren. Diese heftet es einzeln an Wasserpflanzen oder Falllaub, indem es mit seinen Hinterbeinen eine „Tasche“ in die Blätter faltet. Je nach Wassertemperatur dauert die Embryonalentwicklung zwei bis vier Wochen.
Die älteren, zuletzt 50 (manchmal 80) Millimeter langen Larven sind von anderen Molchlarven durch ein stumpf zulaufendes Schwanzende mit Dorn zu unterscheiden. Die Larven sind darüber hinaus häufig stark dunkel pigmentiert (retikuliert). Nach etwa vier bis fünf Monaten „räuberischen“ Lebens im Wasser erreichen sie die Metamorphose. Im Gegensatz zu den Kaulquappen der Froschlurche ernähren sich ältere Molchlarven ausschließlich von tierischer Beute (z. B. Wasserflöhe, Wasserasseln, Bachflohkrebse), mitunter auch von ihresgleichen (Kannibalismus). In der ersten Lebensphase werden allerdings Kleinstalgen gefressen. Speziell Bergmolchlarven leben vor allem benthisch, d. h. nahe am Gewässergrund. Regelmäßig überwintern sie im Gewässer und gelangen erst im Folgejahr zur Umwandlung; zumindest wird dies für Populationen in größeren und tieferen Gewässern beschrieben, die nicht komplett zufrieren. Das Phänomen der Neotenie (auch: Pädomorphismus), also des dauerhaften Verbleibens von Larvenmerkmalen trotz Geschlechtsreife, tritt insbesondere beim Bergmolch relativ oft auf.

Eiablage und Larvenentwicklung
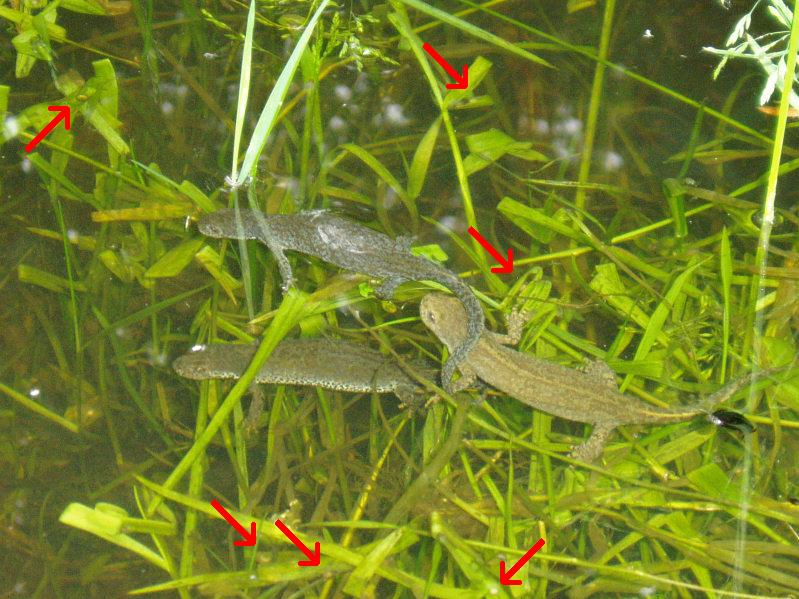
Mehrere Weibchen und abgelegte Eier (Pfeile)
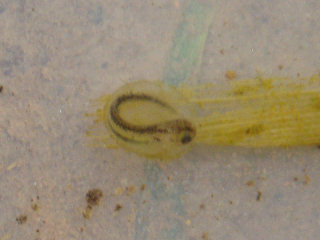
Ein schlupfreifer Embryo
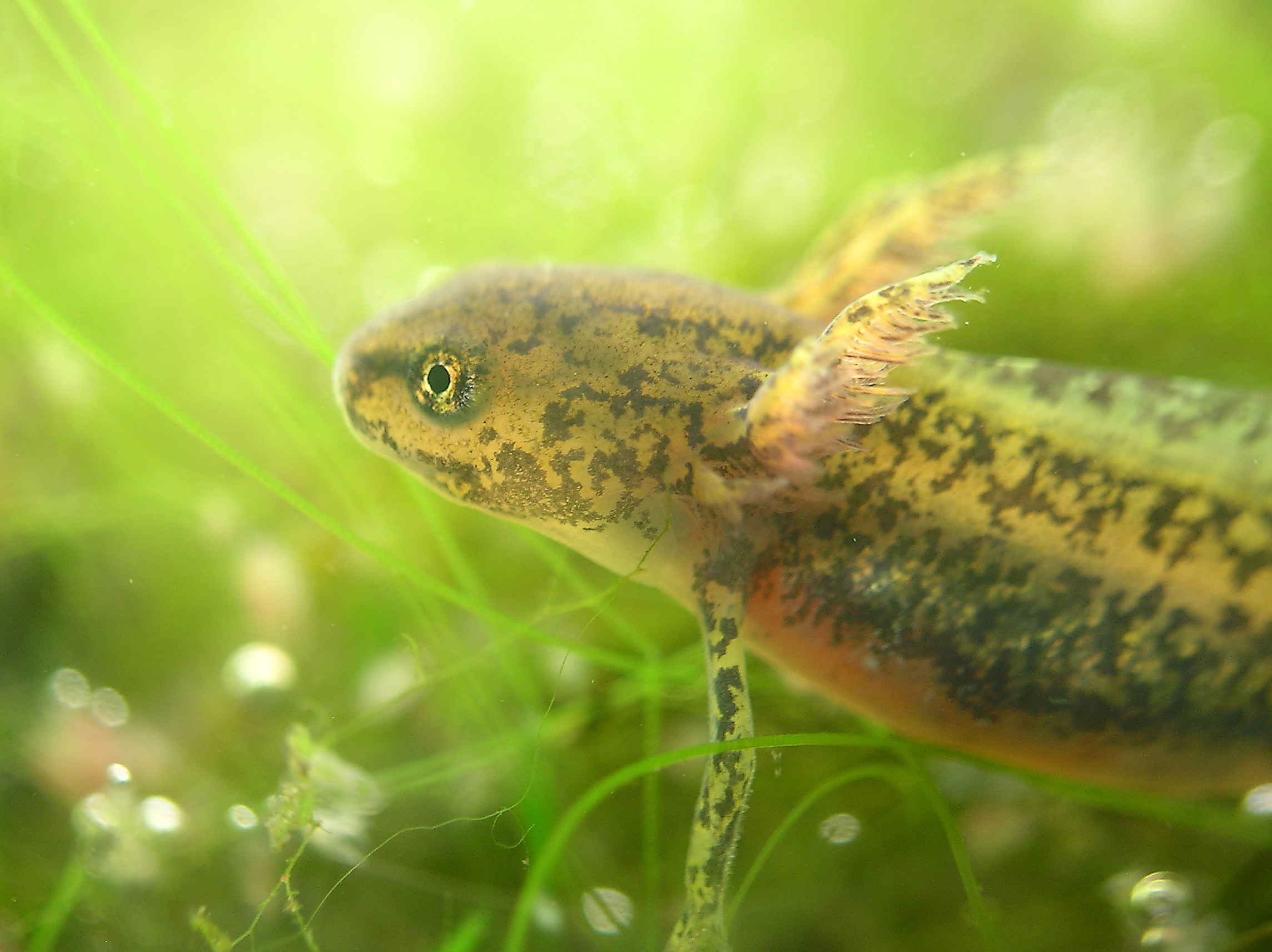
Ältere Larve im Profil
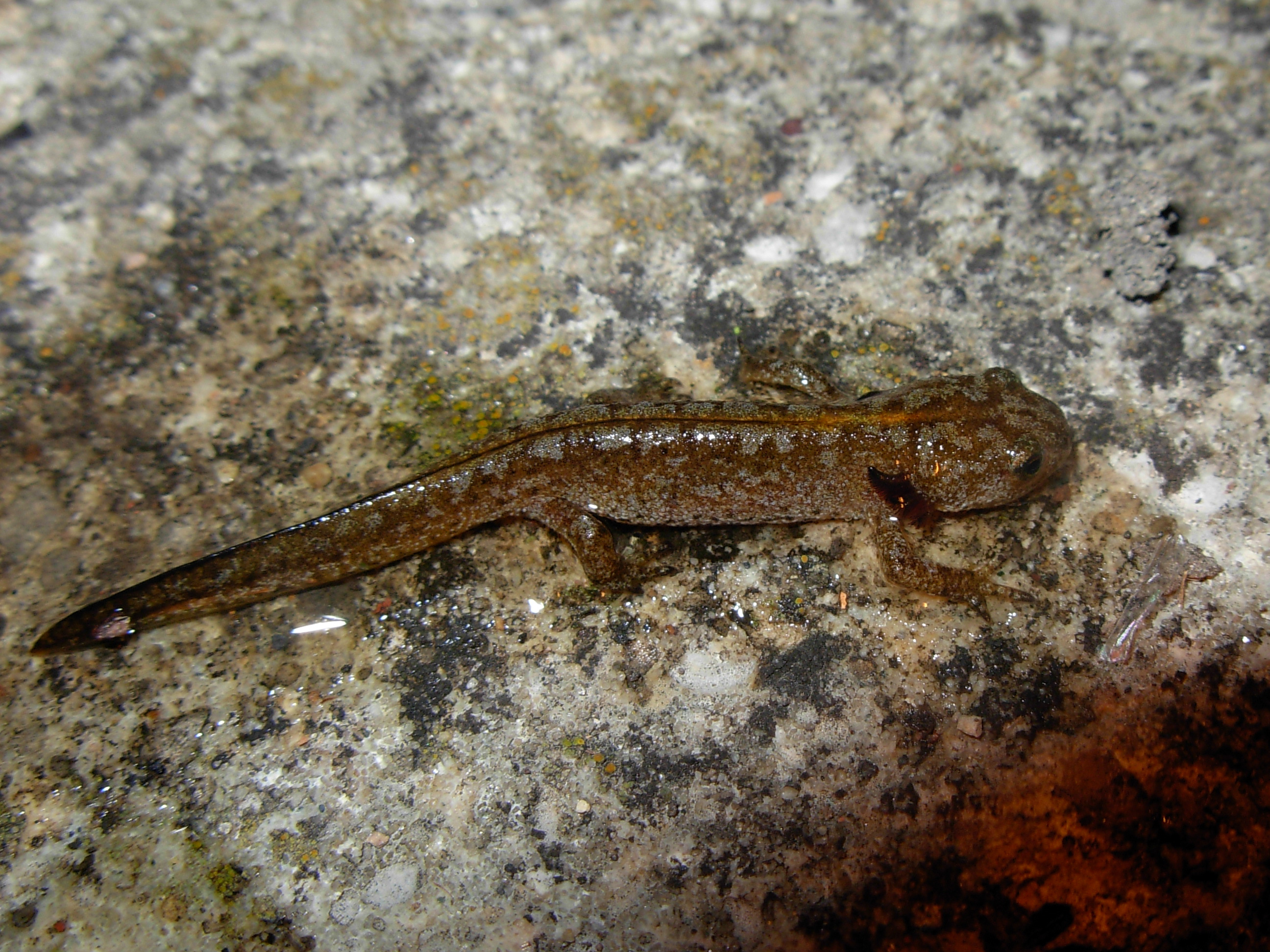
Frisch metamorphosiertes Jungtier beim Landgang

## Verbreitung

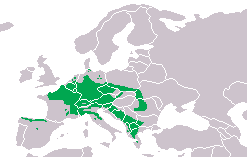
Verbreitung des Bergmolches

Die Verbreitung der verschiedenen Unterarten des Bergmolches reicht von Nordfrankreich über Teile Mitteleuropas und Norditaliens bis nach Nordgriechenland. In Südosteuropa werden insbesondere größere Gebirgszüge besiedelt, unter anderem die Karpaten und das Dinarische Gebirge. Im Süden Dänemarks und im Norden der Iberischen Halbinsel gibt es außerdem disjunkte Vorkommensareale. In Deutschland kommt der Bergmolch im mittleren und südlichen Teil mehr oder weniger geschlossen vor. Im nordwestdeutschen Tiefland gibt es nur inselartige Vorkommen im Bereich historisch alter Laubwaldgebiete. Dort sind auch die tiefstgelegenen Nachweise zu verzeichnen – auf teilweise nur fünf Metern über Meereshöhe. Im Nordosten Deutschlands fehlt die Art. Schwerpunkt der Verbreitung ist das bewaldete Hügel- und Bergland. Im Alpengebiet kommt die Art in der Schweiz bis auf 2500 Meter NN vor.

## Systematik und Nomenklatur

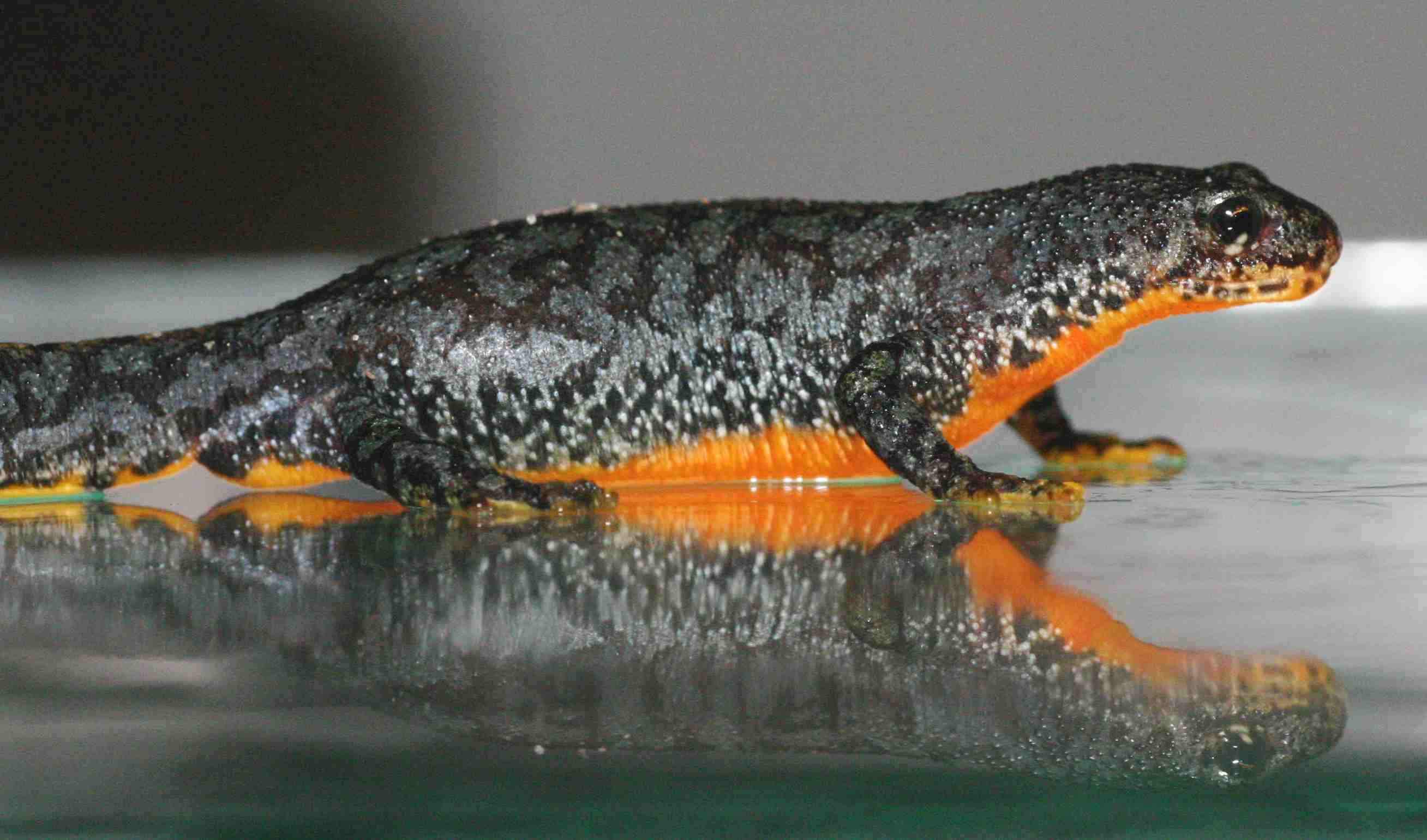
Weibchen in Wassertracht

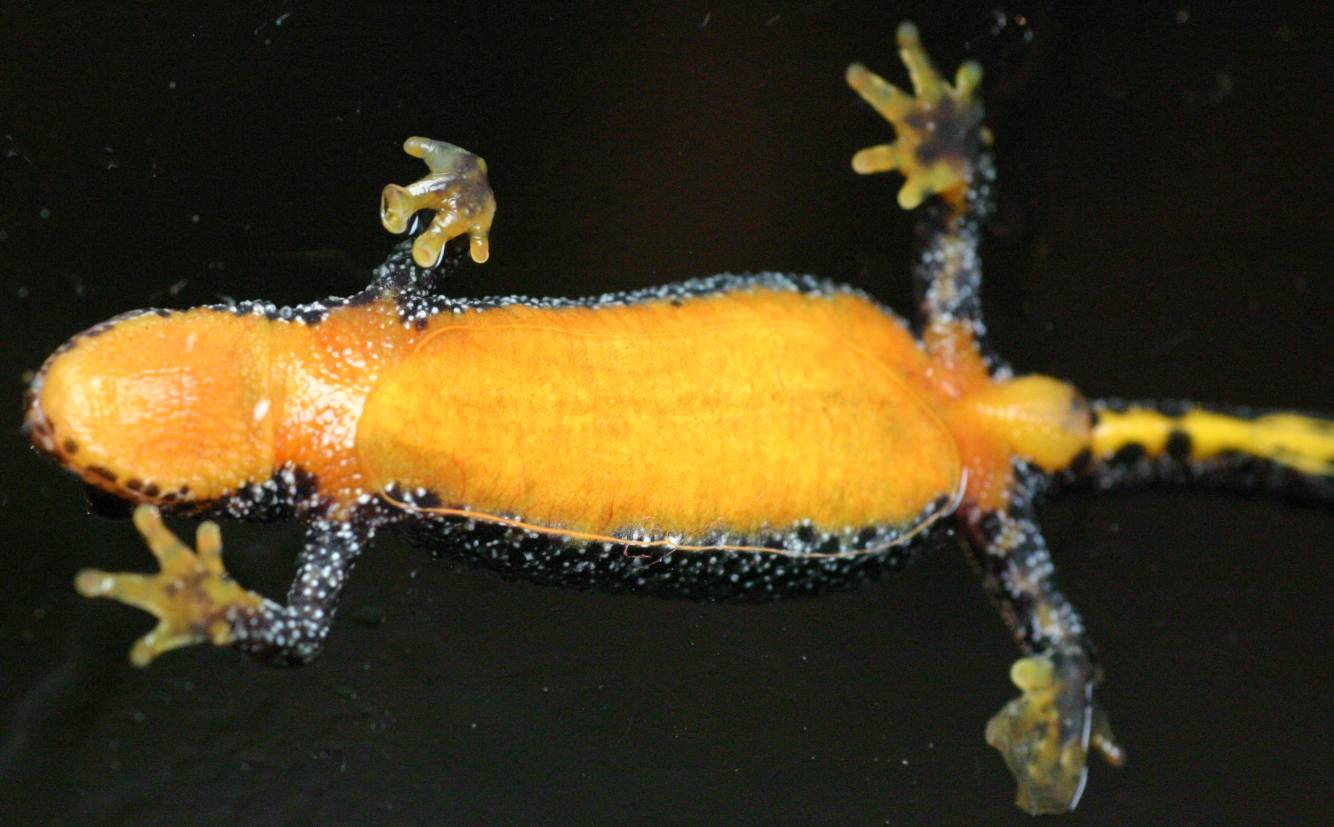
Bauchseite eines Weibchens

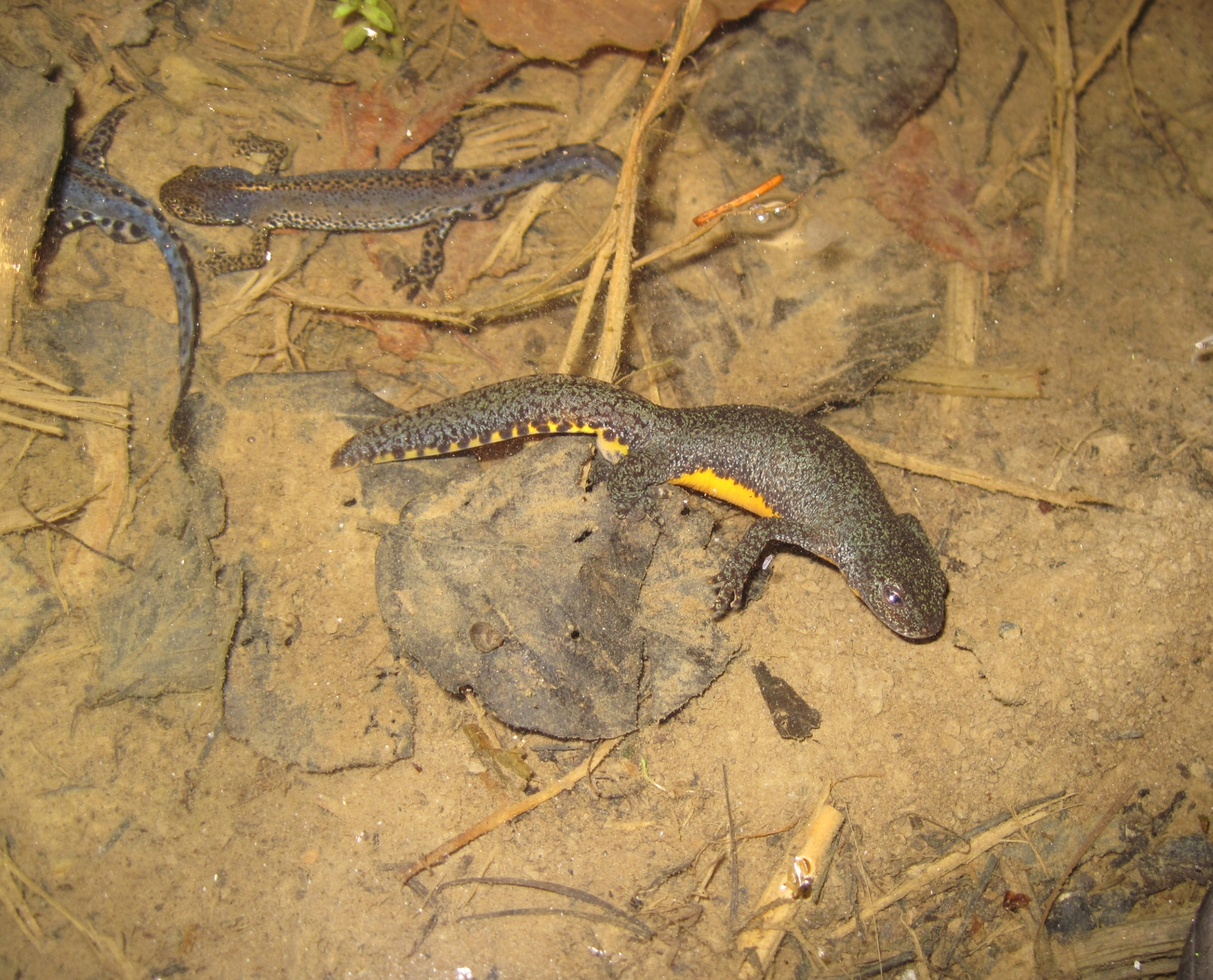
Weibchen bei der Eiablage am Grund einer wassergefüllten Fahrspur; als Laichsubstrat dient hier ein altes Blatt. Im Hintergrund sind zwei Männchen zu sehen

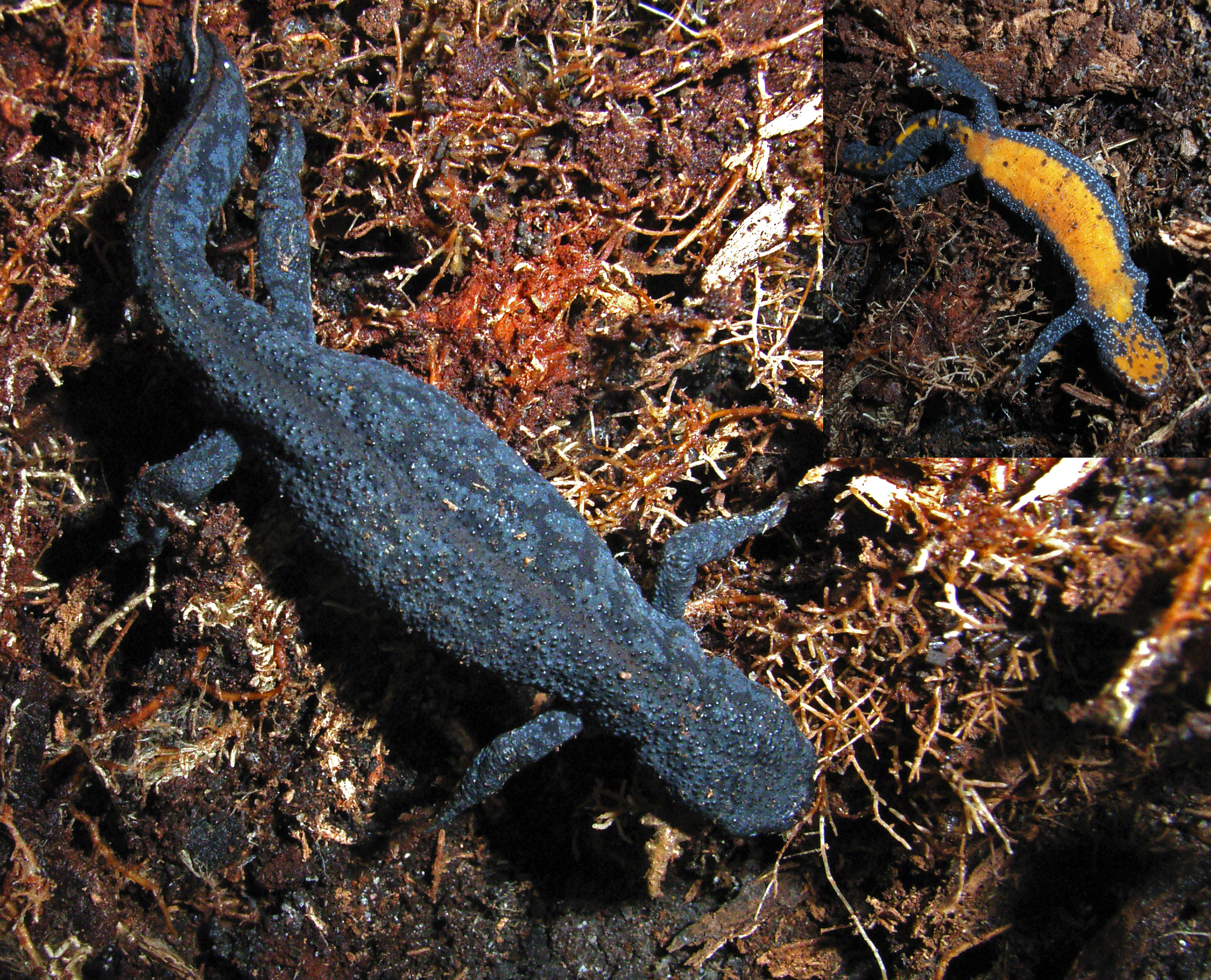
Weibchen in Landtracht

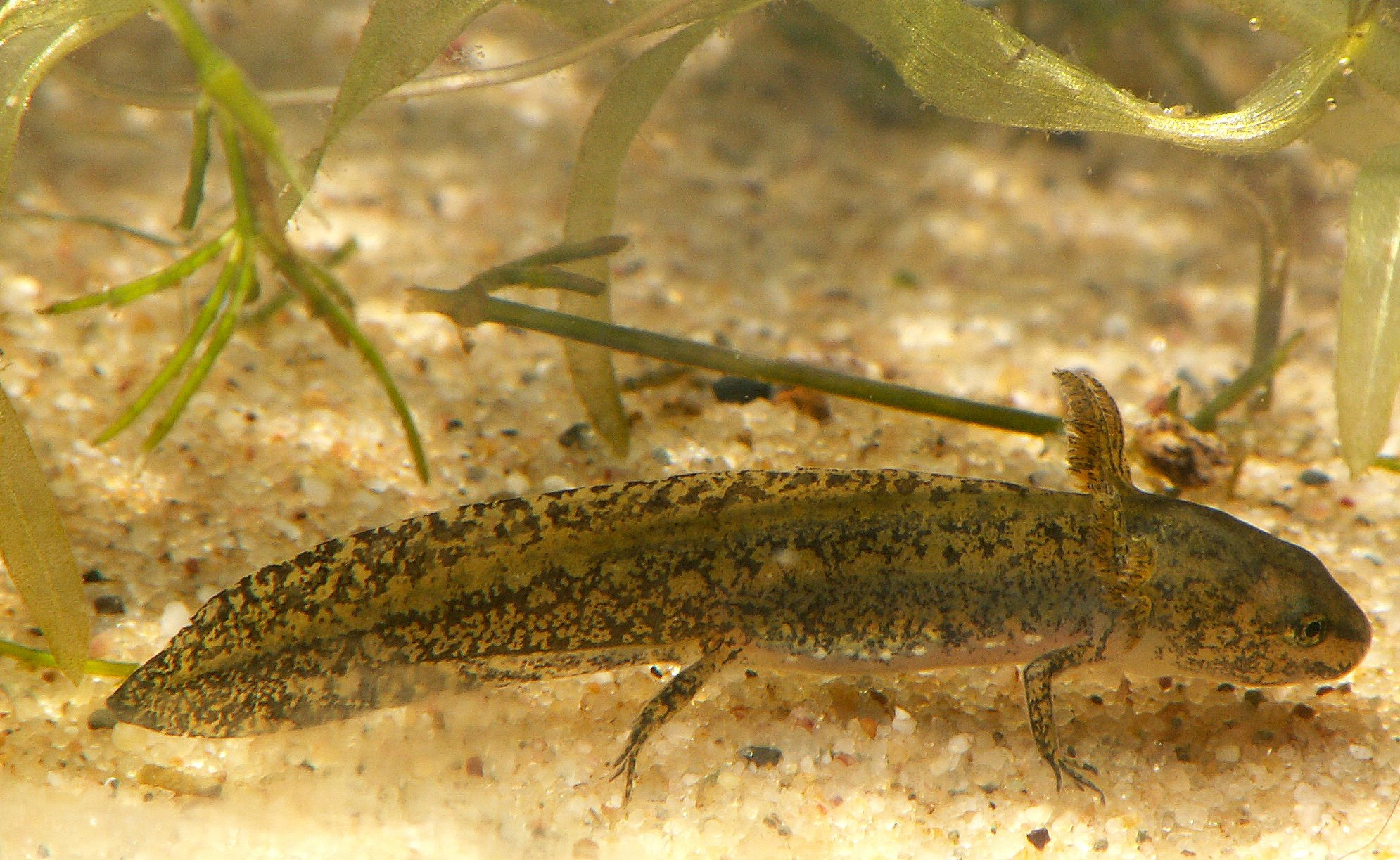
Ältere Larve eines Bergmolches

Bis zu deren in den letzten Jahren vorgenommenen Auftrennung wurde der Bergmolch in der Gattung Triturus geführt. Dieses bis zu 16 Arten beinhaltende Taxon ist nach gegenwärtiger Auffassung paraphyletisch und war deshalb aufzulösen. Der traditionelle Name Triturus alpestris wird immer noch manchmal verwendet; nun wird jedoch eine monotypische Gattung für den Bergmolch gefordert. Nach der Prioritätsregel in der taxonomischen Nomenklatur hätte dabei die Bezeichnung Ichthyosaura (wörtlich: „Fischechse“) als ältester Gattungsname den Vorrang. Dieser war im Jahr 1801 vom Autor Latreille für eine Schwanzlurchlarve vergeben worden, die wegen des Fundortes dem Bergmolch zugeordnet wurde. Der 2004 revalidierte und seitdem zunehmend in Gebrauch gekommene Name Mesotriton alpestris wäre demzufolge nicht mehr gültig, da dieser erst 1928 geprägt worden war. Allerdings wurde die Validität des Namens Ichthyosaura alpestris nicht von allen Autoren anerkannt, sondern weiterhin Mesotriton alpestris benutzt. Die taxonomische Angelegenheit wurde abschließend geklärt, indem eine Larve des Feuersalamanders (Salamandra salamandra), die an der Typuslokalität von Proteus tritonius, der Typusart von Ichthyosaura, gesammelt wurde, als Neotypus von Proteus tritonius festgelegt wurde, wodurch Ichthyosaura zu einem Synonym von Salamandra wird und somit Mesotriton der älteste verfügbare Name ist.
Innerhalb des Verbreitungsgebietes wurden zahlreiche Unterarten beschrieben, die teilweise nur in pädomorphen (neotenen) Stadien auftreten und deren Gültigkeit in mehreren Fällen angezweifelt wird:
- Mesotriton alpestris alpestris (Nominatform; Mittel-, West- und Osteuropa; im Süden bis zum nördlichen Balkan)
- M. alpestris cyreni (Nordwest- und Zentralspanien)
- M. alpestris inexpectata (Süditalien)
- M. alpestris lacusnigri (westlicher Balkan; unter anderem Slowenien)
- M. alpestris montenegrina (neotene Form; Status umstritten; in Montenegro)
- M. alpestris piperiana (neotene Form; Status umstritten; in Montenegro)
- M. alpestris serdara (neotene Form; in Montenegro)

## Gattung
Die Gattung wurde erstmals 1927 von Bolkay aufgestellt. Sie umfasst momentan nur den Bergmolch, von dem von manchen Autoren neben der Nominatform noch Unterarten unterschieden werden:
- M. alpestris apuana (Teile Frankreichs und Italiens)
- m. alpestris reiseri (teilweise neotene Form; in Bosnien)
- M. alpestris veluchiensis (mittleres Griechenland)

Im Jahr 2013 wurde ein im Miozän lebender ausgestorbener, naher Verwandter des Bergmolchs beschrieben. Ein vollständiges, gut erhaltenes Fossil von Ichthyosaura (=Mesotriton) randeckensis wurde im Randecker Maar, einem ehemaligen Vulkanschlot am Rand der Schwäbischen Alb, gefunden.

## Gefährdung und Schutz
Bergmolchbestände leiden unter der Zerstörung oder Beeinträchtigung von Kleingewässern durch das Zuschütten oder den Eintrag von Müll, Dünger und anderen Umweltgiften sowie des Auffüllens vorher unbefestigter Forstwege mit Bauschutt. Werden Fische in Kleingewässer eingesetzt, die dort natürlicherweise nicht vorkommen würden, führt dies in der Regel zum Zusammenbruch der Molchpopulation, da Laich und Larven von den meisten Fischen gefressen werden.
Bei den saisonalen Wanderungen, etwa vom Winterquartier zum Laichgewässer, haben Bergmolche und andere Amphibien an vielen Stellen im dicht besiedelten Mitteleuropa hohe Verluste durch den Straßenverkehr.
Wie alle in Europa heimischen Amphibien dürfen Bergmolche und ihre Entwicklungsstadien nicht gefangen werden, sondern sind in ihrem natürlichen Lebensraum zu belassen. Geeignete Schutzmaßnahmen für Molche sind insbesondere die Neuanlage von Kleingewässern sowie deren Pflege bei zunehmender Verlandung.
Gesetzlicher Schutzstatus (Auswahl)
- FFH-Richtlinie: nicht aufgeführt
- Bundesnaturschutzgesetz (BNatSchG): besonders geschützt

Nationale Rote Liste-Einstufungen (Auswahl)
- Rote Liste der Bundesrepublik Deutschland: nicht gefährdet

(in einzelnen Roten Listen der Bundesländer aber Einstufung in verschiedenen Gefährdungskategorien)
- Rote Liste Österreichs: NT (Gefährdung droht; Vorwarnliste)
- Rote Liste der Schweiz: LC (nicht gefährdet)

## Philatelistisches
Mit dem Erstausgabetag 4. August 2022 gab die Deutsche Post AG im Rahmen der Serie „Für die Jugend“ ein Sonderpostwertzeichen im Nennwert von 85 Eurocent heraus. Die Marke zeigt einen Bergmolch und wurde von  Annette Le Fort und  André Heers aus Berlin gestaltet.